# Hotel Des Etrangers
Il Grand Hotel Des Etrangers è uno storico albergo 5 stelle di Ortigia, a Siracusa. 

## Storia

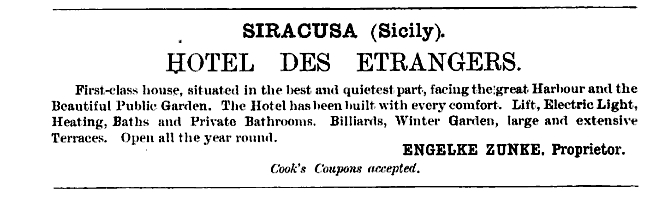
Pubblicità dell'hotel, in una guida turistica inglese del 1906

A fine secolo XIX e inizio del secolo XX, era gestito dalla vedova Politi, di origini tedesche ed era l'alloggio di viaggiatori stranieri che soggiornavano in inverno a Siracusa attratti dai resti della civiltà della Magna Grecia; risultava tra gli alberghi suggeriti ai viaggiatori che intendevano completare in Sicilia il loro grand tour.
L'attuale edificio in stile liberty e neoclassico siciliano, fu costruito nel 1906 sull'isola di Ortigia e si affaccia sulla fonte Aretusa, lo specchio d'acqua che ricorda l'amore mitologico di Aretusa e Alfeo. Durante la demolizione di palazzo Migliaccio, necessaria per far posto all'albergo, nell'aprile 1905 venne ritrovata una tomba a grotticella artificiale dell'età del bronzo.
Dopo svariate vicissitudini e cambi di gestione, l'hotel chiuse nel 1963 per poi riaprire, 40 anni dopo, il 14 luglio 2003. Acquisito dal Gruppo Acqua Marcia, oggi è di proprietà di una società del gruppo Luxury Private Properties, facente capo alla famiglia Giotti di Firenze, proprietaria anche del The Ashbee di Taormina e dell'Excelsior di Palermo.